# Vojnuci
Vojnuci (turecky voynuklar, bulharsky войнуци) byli privilegovaní nemuslimští příslušníci osmanského vojska, obvykle Slované, případně Valaši. Pocházeli z Balkánu, zejména z jižního Srbska, Makedonie, Thesálie, Bulharska a Albánie, v menší míře pak z Bosny a oblastí okolo Dunaje a Sávy. Vojnucké jednotky byly zřizovány od konce 14. století a jejich příslušníci náleželi do zvláštního vojnuckého sandžaku.

## Vznik
Termín vojnuk je odvozen jihoslovanského vojnik – voják. Tato vrstva obyvatelstva pocházela ze středověké šlechty v balkánských státech, která se v 14. století připojila k Turkům a které bylo dovoleno si zachovat její společenský stav. To odpovídalo obvyklé osmanské politice zahrnout do své armády ozbrojené skupiny z dobytých území, a tak další výboje usnadnit. Sociální stav vojnuků vznikl mezi lety 1370 až 1389.

## Popis
Vojnuci byli během války osvobozeni od daní pro nemuslimské obyvatelstvo. Jedinou daní, kterou platili, bylo maktu, což byla pevná částka, kterou odváděly vojnucké obce a která nezávisela na počtu obyvatel. V dobách míru se živili zemědělstvím nebo pastevectvím. Mohli vlastnit ornou půdu a v dobách války mohli rabovat. Hlavním úkolem vojnuků bylo zprvu hájení tureckých hranic. Později se stali pomocnými oddíly zabezpečujícími dopravu a koně pro osmanskou armádu během tažení.
Do 16. století tvořili významnou část osmanské armády a poté začal jejich význam upadat, až se dostali na úroveň muslimských vojenských skupin. Kvůli ztrátám výhod se mnozí připojili k Benátčanům nebo Habsburkům jako hajduci. V 16. století bylo na bulharském území registrováno na 40 tisíc vojnuků a tvořili zde největší vojenské uskupení. V průběhu 16. a 17. století se pojem vojnuk stal v osmanských dokumentech synonymem pro Bulhary. Počátkem 18. století se zhruba třetina křesťanských mužů žijících poblíž turecké hranice dala na zboj.

## Hodnosti
Vojnuci měli vlastní hierarchii s následujícími hodnostmi (od nejvyšší): vojnuk sandžak-bej – vojnuk bej – čeribašı – lagator. Vojnuci byli organizováni v rámci vojnuckého sandžaku (turecky voynugân sancağı), který nebyl definován územně jako jiné sandžaky, nýbrž tvořil oddělenou organizační jednotku Osmanské říše pro vojáky a ozbrojené skupiny. Největší z těchto jednotek byli vojnuci, akindžijové, juruci, cikáni a vlaši.